# 564 Dudu
Az 564 Dudu egy a Naprendszer kisbolygói közül, amit Paul Götz fedezett fel 1905. május 9-én.